# Liste der Stolpersteine im Stuttgarter Stadtbezirk Sillenbuch
In der Liste der Stolpersteine im Stuttgarter Stadtbezirk Sillenbuch sind
beide
Stolpersteine aufgeführt, die im Stuttgarter Stadtbezirk Sillenbuch im Rahmen des Projekts des Künstlers Gunter Demnig verlegt wurden. Auf Betreiben der Initiative Stolpersteine Stuttgart-Sillenbuch wurden die beiden Gedenksteine am bislang einzigen Verlegetermin in Sillenbuch, dem 30. September 2008, gesetzt.

## Stolpersteine in Sillenbuch
Die Tabelle ist teilweise sortierbar; die Grundsortierung erfolgt alphabetisch nach dem Verlegeort. Die Spalte Person, Inschrift kann nach dem Namen der Person alphabetisch sortiert werden.
| Bild | Person, Inschrift                                                             | Verlegeort               | Verlege- datum | Information                                     |
| ---- | ----------------------------------------------------------------------------- | ------------------------ | -------------- | ----------------------------------------------- |
|      | HIER WOHNTE DANIEL HAUSER JG. 1858 DEPORTIERT 1942 ERMORDET IN THERESIENSTADT | Corneliusstraße 4 (Lage) | 30. Sep. 2008  | Zu Daniel Hauser existiert eine Opferbiografie. |
|      | HIER WOHNTE ELSA WORMSER JG. 1876 DEPORTIERT 1942 ERMORDET IN THERESIENSTADT  | Rankestraße 44 (Lage)    | 30. Sep. 2008  | Elsa Wormser (1876–1943)                        |